# Franz Zelezny

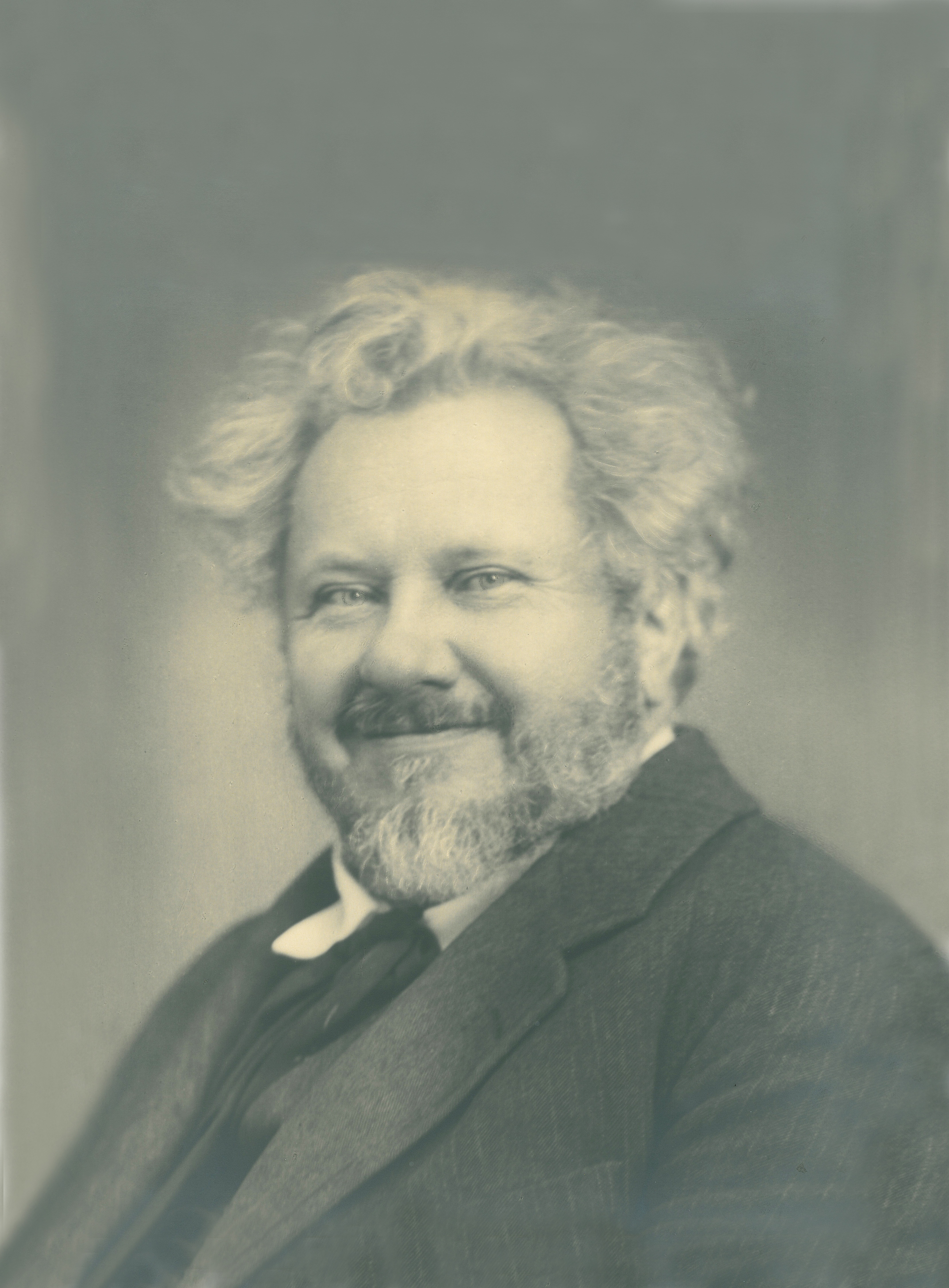
Bildhauer Franz Zelezny (um 1920)

Franz Theodor Zelezny (* 6. August 1866 in Wien; † 8. November 1932 ebenda) war ein österreichischer Bildhauer.

## Leben
Zelezny war der Sohn des Holzbildhauers Franz Xaver Zelezny (* 16. November 1836 in Český Šternberk [Böhmisch Sternberg]; † 13. Juli 1911 in Wolkersdorf im Weinviertel), der Mitte des 19. Jahrhunderts von Böhmen in das Wien der Ringstraßenzeit kam.
Franz Zelezny war von Jugend an – aufgewachsen in der Werkstätte seines Vaters – vertraut mit der Technik der Holzbildhauerei. Er studierte von 1880 bis 1883 an der Wiener Staatsgewerbeschule bei den Professoren Carl Hesky und Julius Deininger. Er beschloss seine Studien an der Staatsgewerbeschule bei dem Bildhauer Anton Brenek.
Nach seiner Ausbildung arbeitete er mehrere Jahre bei seinem Vater und trat Ende der 1880er Jahre nach alter Handwerkersitte eine längere Wanderschaft an, die ihn über München, Augsburg, Ulm, Stuttgart und Straßburg nach Paris führte. In diesen Städten galt sein stärkstes Interesse den Werken der alten Bildschnitzer, von Veit Stoß bis Tilman Riemenschneider und Michael Pacher.
1891 machte er sich in Wien selbständig, stellte in den Jahren 1892 bis 1896 im Künstlerhaus, im November 1898 in der Secession und 1898 bis 1907 in den Winterausstellungen des Österreichischen Museums kunstgewerbliche Holzschnitzereien und Figurales aus. Er beteiligte sich 1900 an der Pariser Weltausstellung und erhielt dort für seine Werke eine Goldmedaille. Er beteiligte sich auch 1902 an der Internationalen Kunstgewerbeausstellung in Turin und an der österreichischen Ausstellung in London. In den Ausstellungen des Künstlerhauses, dem er 1904 als Mitglied beitrat, war er von 1903 bis 1926 vertreten. Seit 1907 gehörte er auch dem Dürerbund, später dem Österreichischen Künstlerbund (Gründungsmitglied), dem Wachauer Künstlerbund und der Marchfelder Kunstgemeinschaft an.
1907 wurde er zum Professor an der Fachschule für Holzbearbeitung in Villach ernannt, legte aber dieses Lehramt bereits 1908 nieder und kehrte als freischaffender Künstler nach Wien zurück.

## Wirken
Als Bildhauer meisterte Zelezny jegliches Material, leistete jedoch sein Bestes auf dem Gebiete der Holzplastik, auf dem seine unerschöpfliche Phantasie, sein gesunder Humor und seine volkstümliche Art am schönsten zur Geltung kamen. Der bekannte Architekt Adolf Loos nannte ihn „den größten ornamentalen Holzbildhauer unserer Zeit, den größten aller lebenden Holzschneider“.
Für den Wiener Stephansdom schuf er zwei Reliquienbüsten der Päpste Sixtus und Urban (1902). Für die Notkirche bei der Spinnerin am Kreuz (Wien X) die Holzskulpturen der Fassade und die Inneneinrichtung (1916).
Mit Vorliebe brachte er auch auf seinen kirchlichen Plastiken Bildnisse von Persönlichkeiten an. Die 14 Kreuzwegstationen in der St. Michaelskirche in Heiligenstadt (Wien XIX) bergen über 100 Bildnisse bekannter Wiener Persönlichkeiten. In der Rosenkranzkirche auf dem Marschallplatz in Wien schuf Zelezny die polychromen Kreuzwegreliefs an den Hochschiffmauern, die Reliefs der Seitenaltäre, die Kanzel und die Lourdesgruppe (1909). Auch der Herz Jesu-Altar und andere Objekte der Innenausstattung stammen von der Hand Franz Zeleznys.
Er schuf das Kriegerdenkmal (1926) für Mauer bei Wien und das „Mariazeller Kreuz“ für die Außenseite der Klosterneuburger Stiftskirche. Auch die Kriegergräber in Mistelbach, in Ladendorf und Schleinbach hat Franz Zelezny gestaltet.
Im Ersten Weltkrieg schuf er das Wehrschild für den Panzerkreuzer der k.u.k. Kriegsmarine Sankt Georg (1915). Auf diesem Kreuzer war sein Sohn Walter Zelezny (1893–1977) eingeschifft, der durch einen besonderen Einsatz (1916) als Marineflieger im Ersten Weltkrieg bekannt wurde.
An der Wegscheid in Krems entstand 1928 sein „Simandl-Brunnen“ aus Mannersdorfer Stein. Das Café Krantz in Wien stattete er 1921 mit einem figurenreichen geschnitzten Holzbogen und Reliefs aus. Aus der großen Zahl seiner Porträtbüsten und -statuetten heben sich die Statue der Kaiserin Elisabeth (1905), die Statuetten der Tänzerinnen Isadora Duncan (1904), Maud Allan und Ruth St. Denis (1908) und weiterer bekannter Persönlichkeiten hervor. Unter den genrehaften Bildwerken Zeleznys nimmt die Darstellung des kindlichen Körpers einen breiten Raum ein. Immer wieder schnitzte er Putten in Holz und Elfenbein.
Auch das wohlhabende Wiener Bürgertum beschäftigte Zelezny. So schuf Franz Zelezny beispielsweise die letzte Ruhestätte der Familie Gerngroß auf dem Wiener Zentralfriedhof und auf dem Döblinger Friedhof das Grabmal der Familie Marcus.
Auch im Ausland war Franz Zelezny bekannt. Die Stadt Omaha im US-amerikanischen Bundesstaat Nebraska bestellte bei ihm ein Präsident Lincoln-Denkmal und die Königin von Rumänien ein Grabdenkmal. Ein sehr bedeutender Auftraggeber war das rumänische Königshaus, das bei Zelezny nicht nur über Bernhard Hieronymus Ludwig ornamentale Schnitzereien für ihr königliches Schloss in Sinaia in den Südkarpaten, sondern auch mehrere figurale Plastiken in Auftrag gab.
Die großen Tischlerwerkstätten Wiens, Bernhard Hieronymus Ludwig, Sigmund Jaray und nicht zuletzt der Möbelfabrikant Michael Niedermoser, hatten Möbelstücke, aber auch komplette Wohn-, Schlaf- und Speisezimmereinrichtungen mit Schnitzereien von Zelezny ausstatten lassen. Joseph Maria Olbrich, der Erbauer der Sezession, Josef Hoffmann, Robert Oerley und Hans Prutscher zählten zu den Kunden Zeleznys.
Wolkersdorf, wo sein Wohnhaus und Atelier stand, widmete er eine Reihe weiterer Arbeiten. Sein Wohnhaus schmückte er mit einem Fries (Künstlerköpfe und Putten, 1925). Im Park von Wolkersdorf schuf Zelezny das Bildnisrelief (1925) von Friedrich Schiller und das 1908 errichtete Kaiser-Franz-Joseph-Denkmal, außerdem mehrere „Hauszeichen“ wie das Relief „Die heilige Dreifaltigkeit“ an der Apotheke in Wolkersdorf sowie das „Hasenbild“ am einstigen Wohnhaus der einstigen Baumeisterdynastie Haas. Er ist Namensgeber der Franz Zelezny-Gasse in Wolkersdorf im Weinviertel.

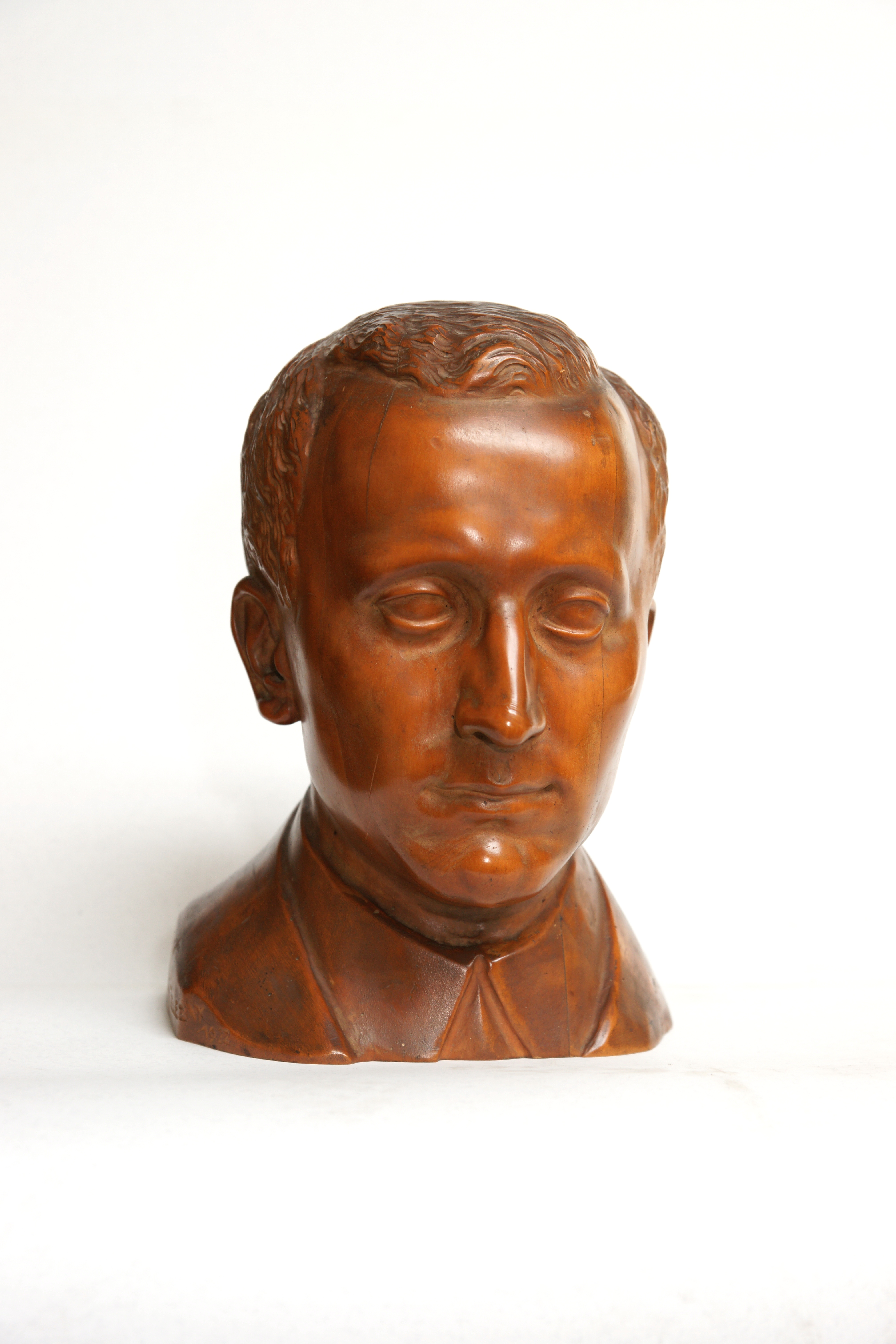
Walter Zelezny
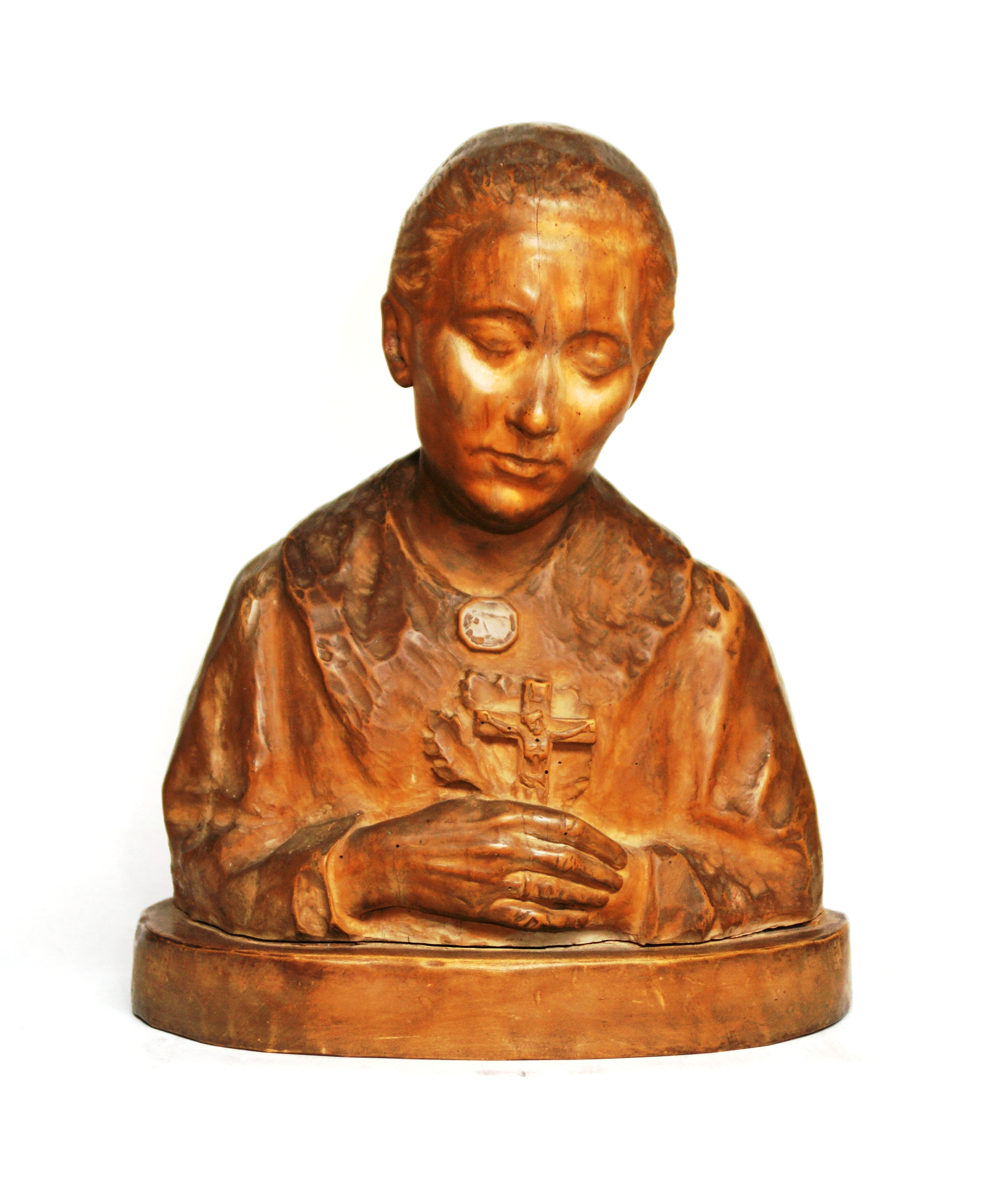
Anna Zelezny
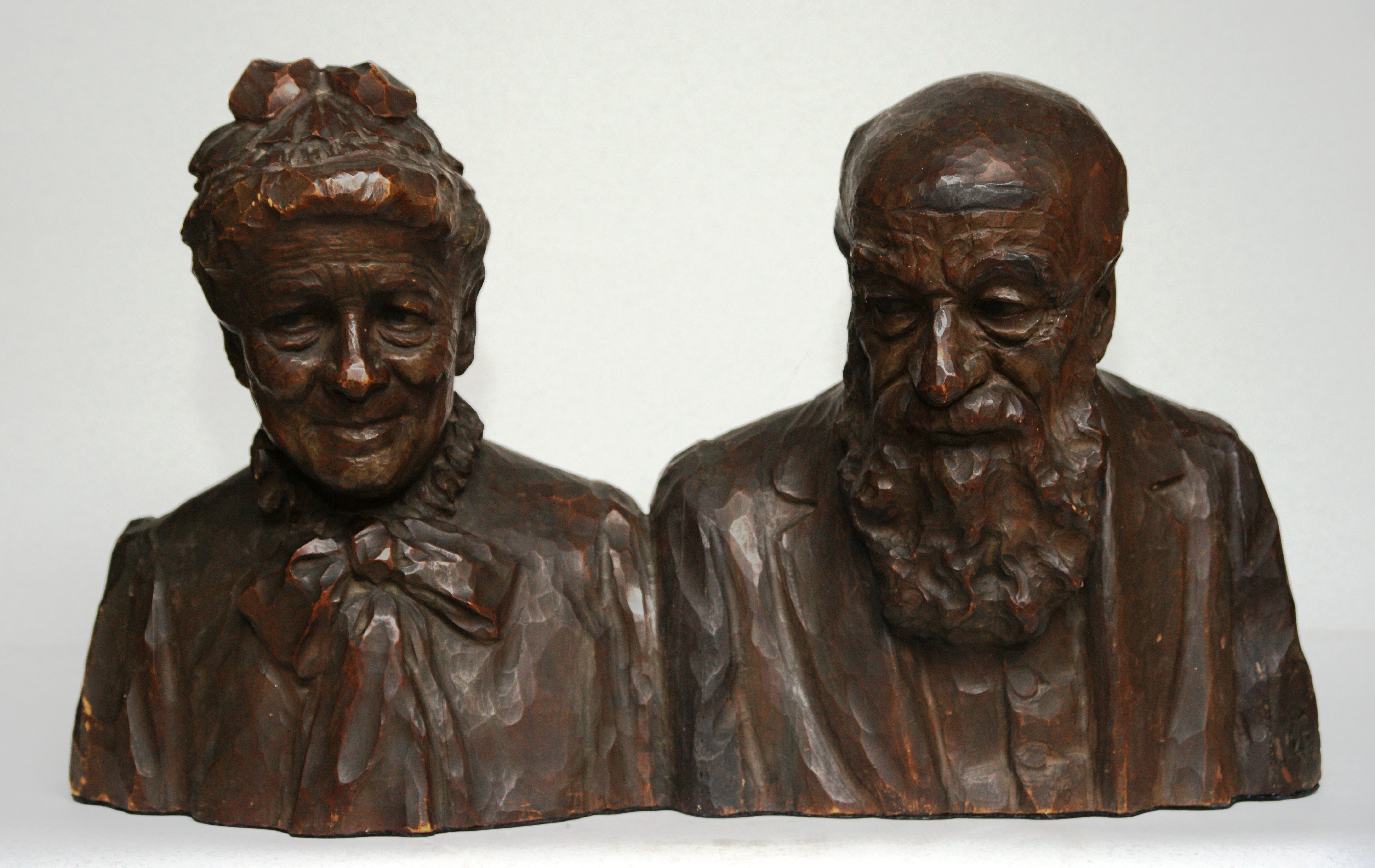
Anna und Michael Niedermoser
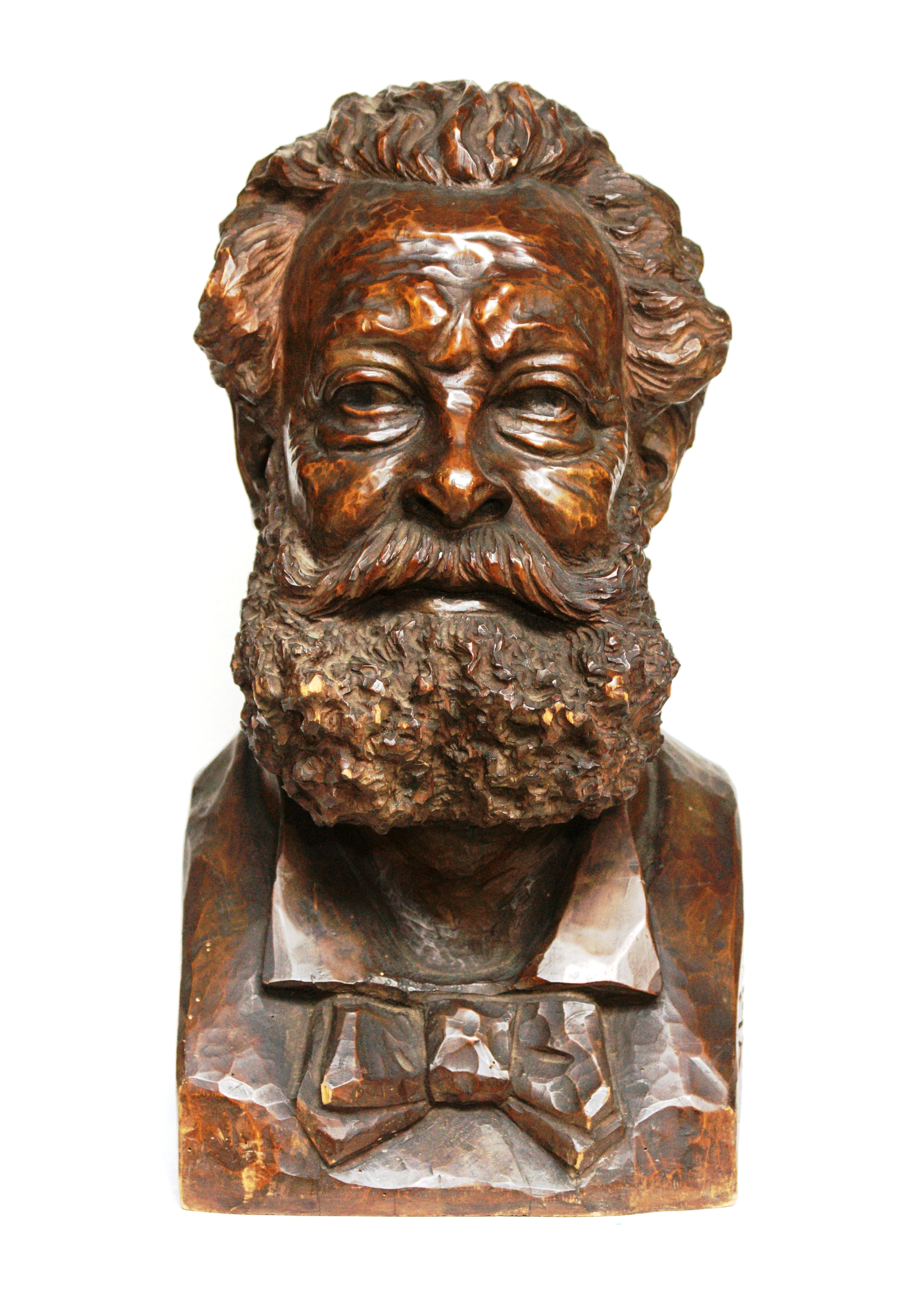
Bürgermeister Karl Lueger
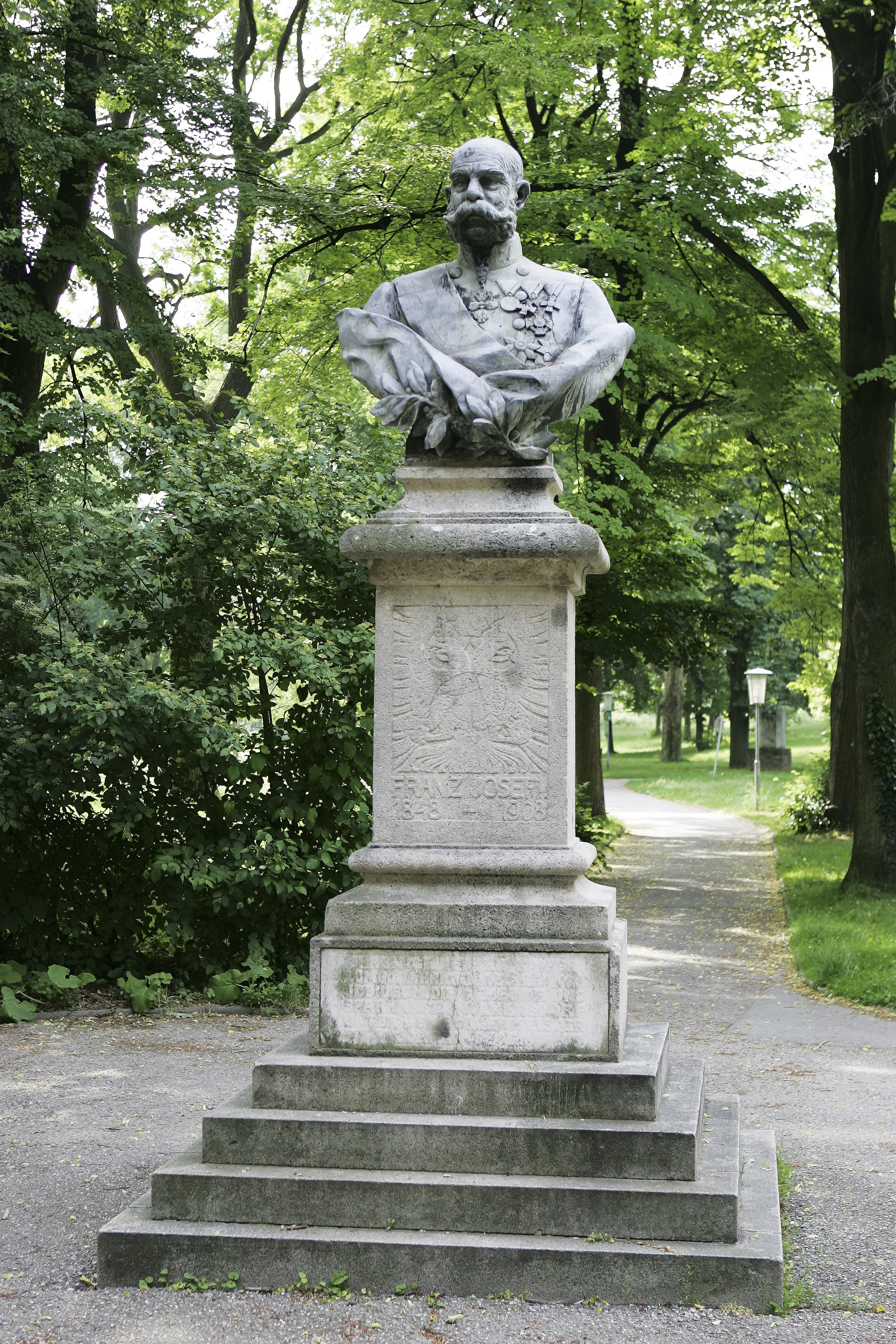
Kaiser Franz-Joseph-Denkmal
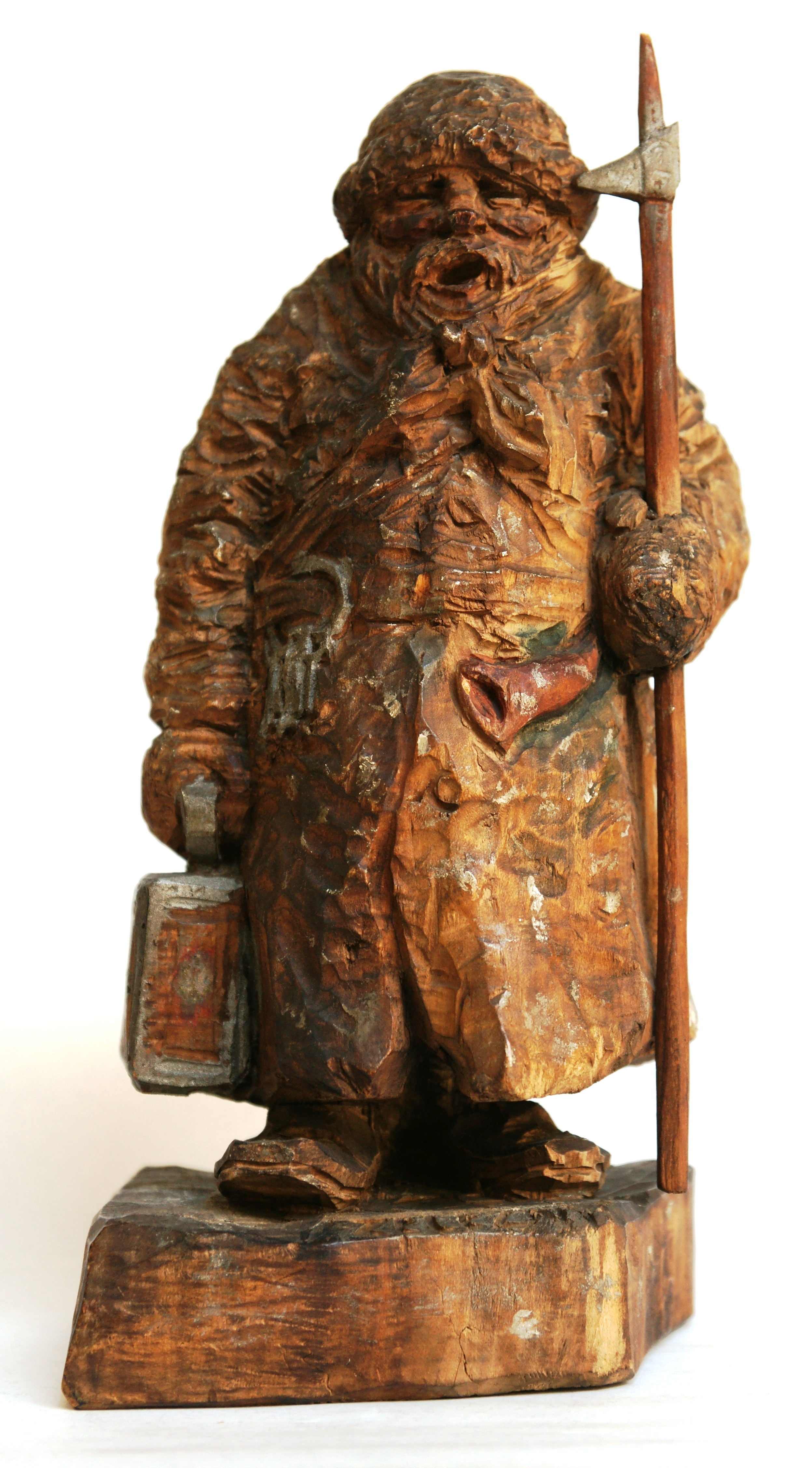
Der Nachtwächter
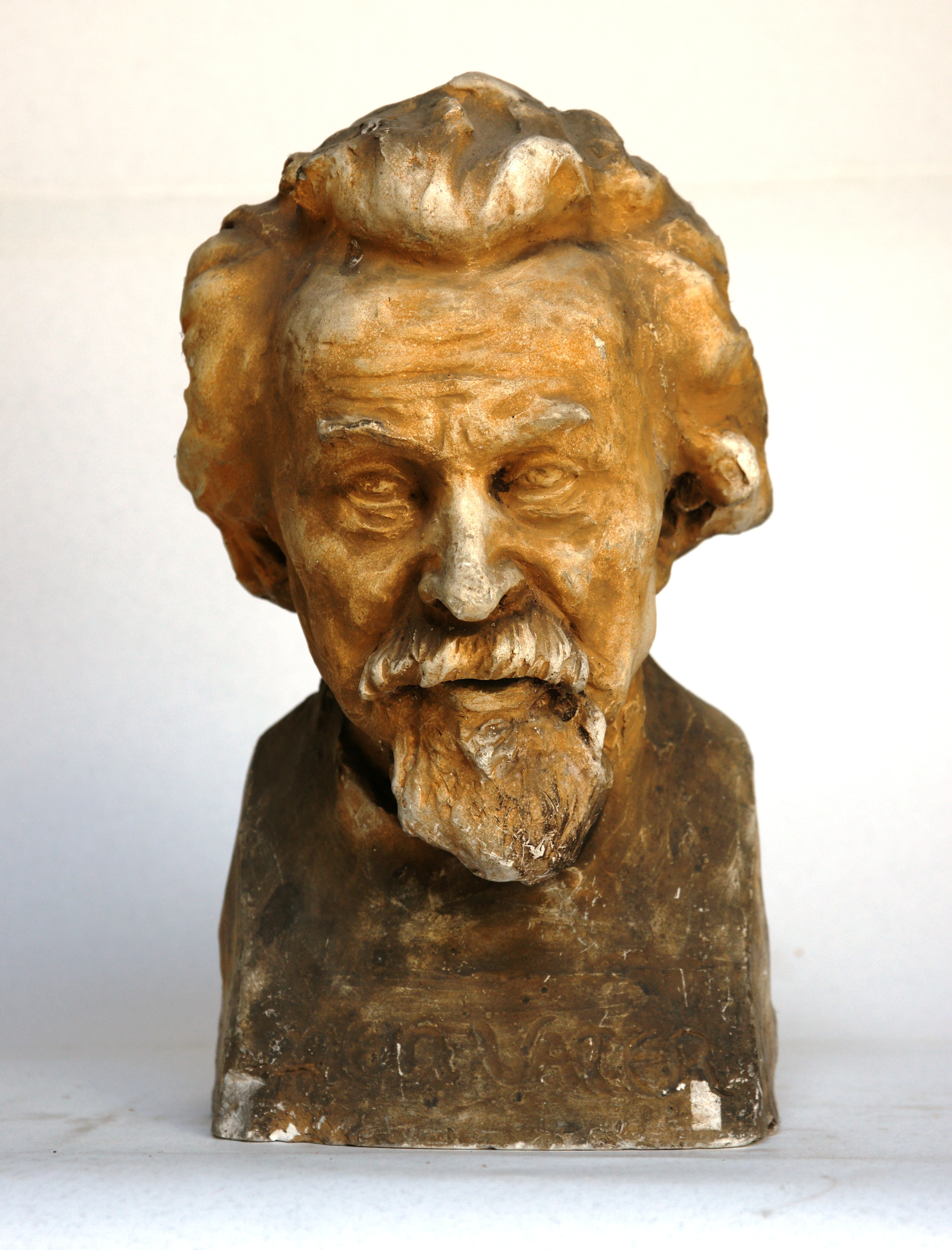
Franz Xaver Zelezny
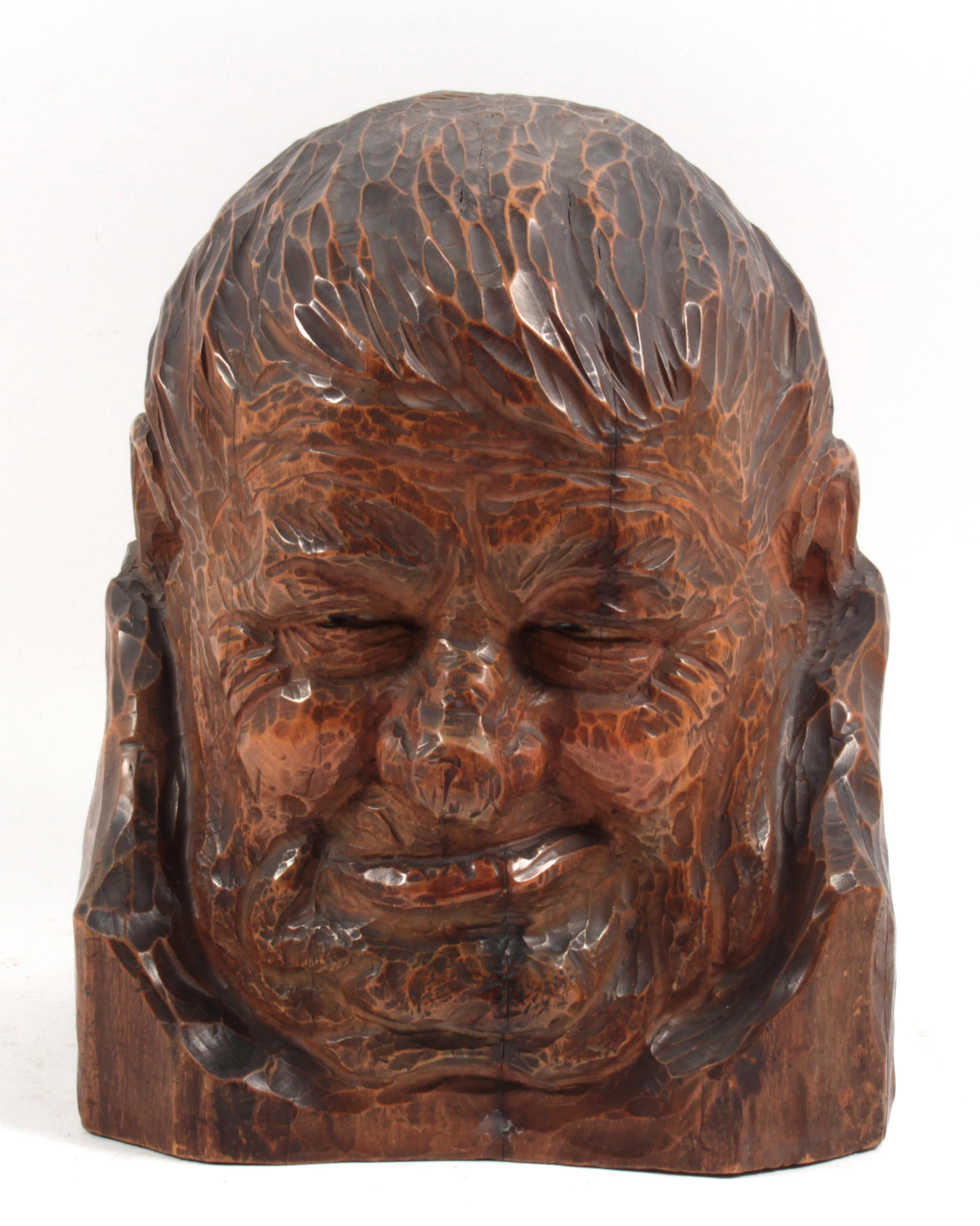
Charakterkopf
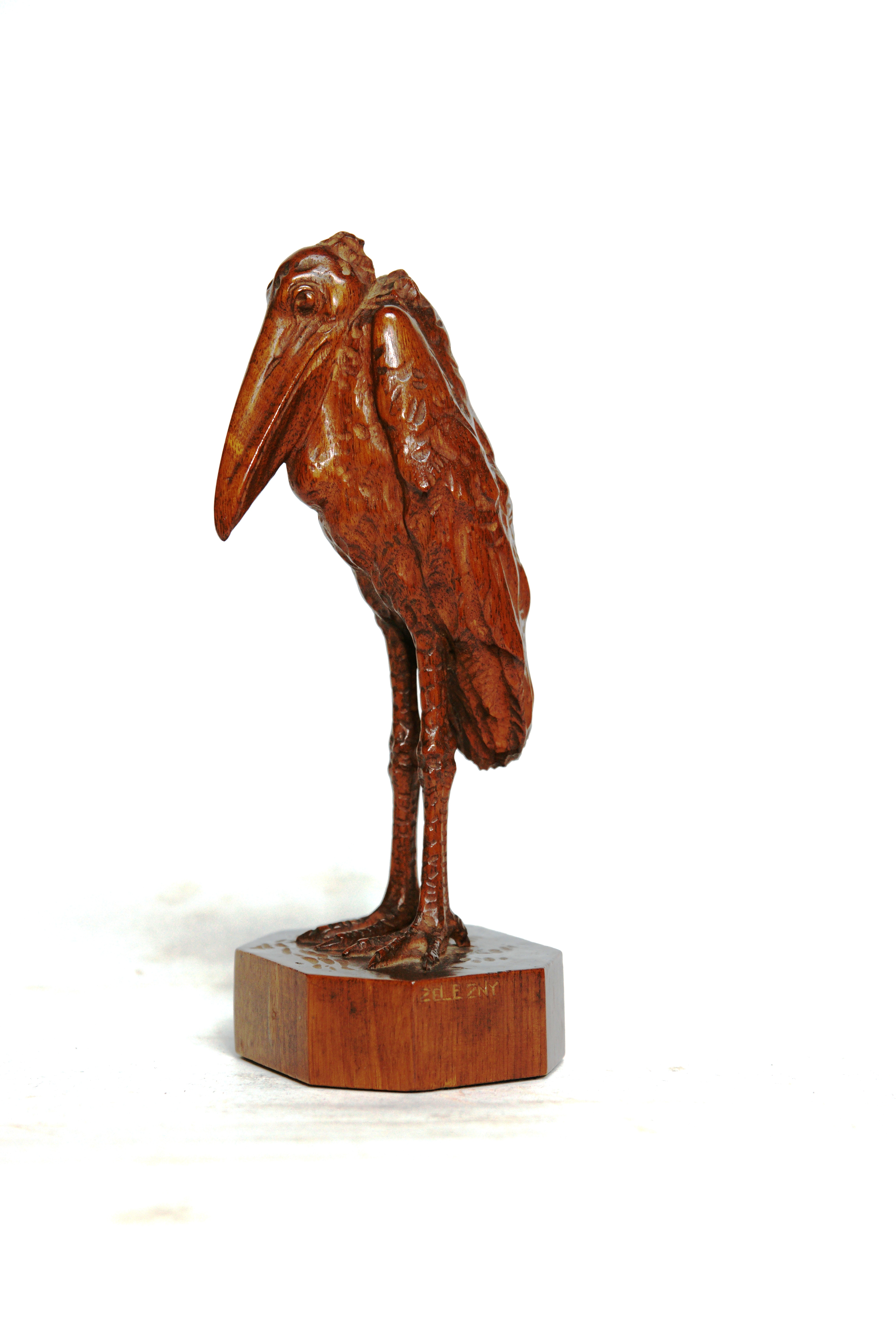
Marabu auf Holzsockel
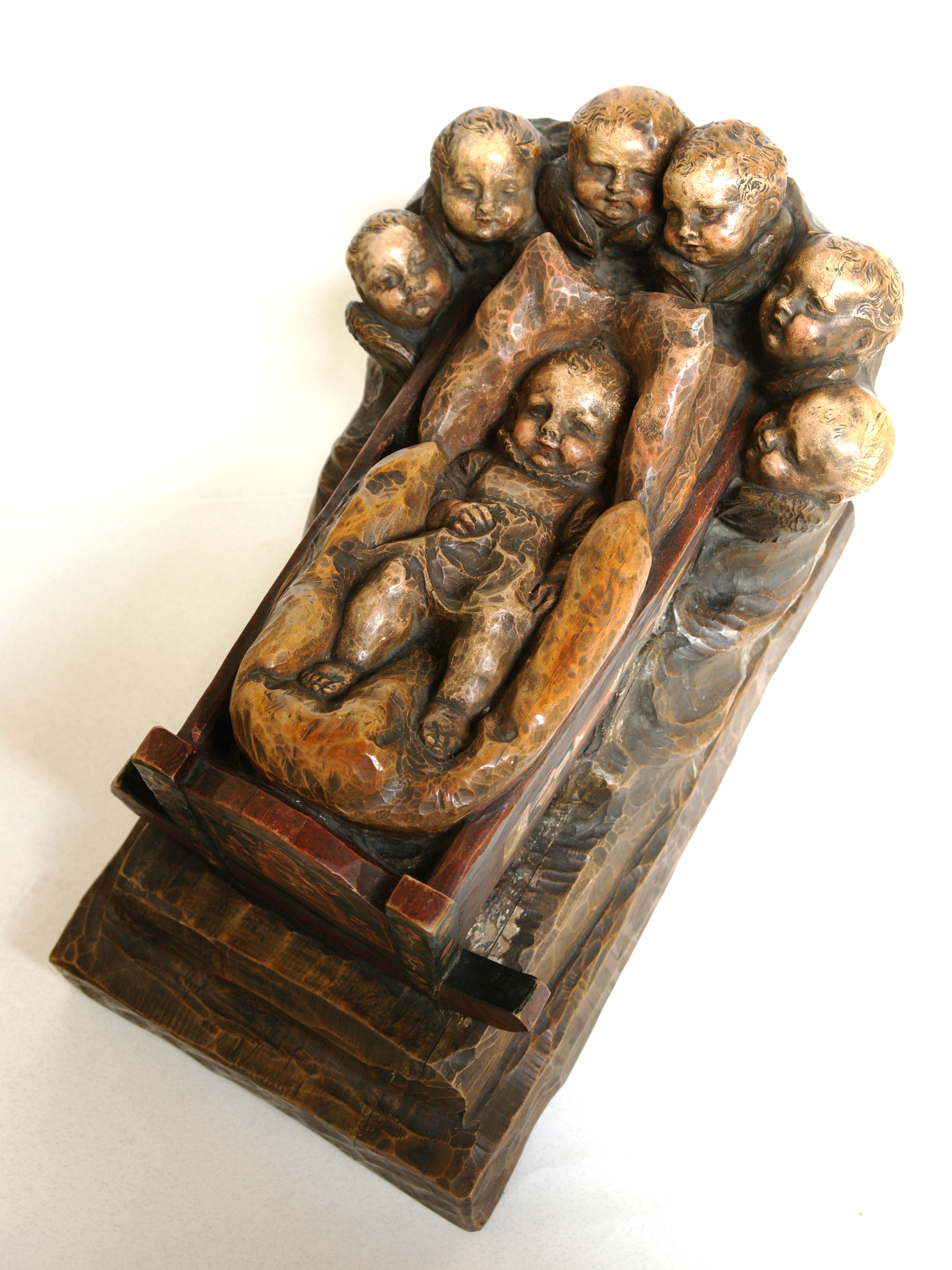
Wiege mit Kind
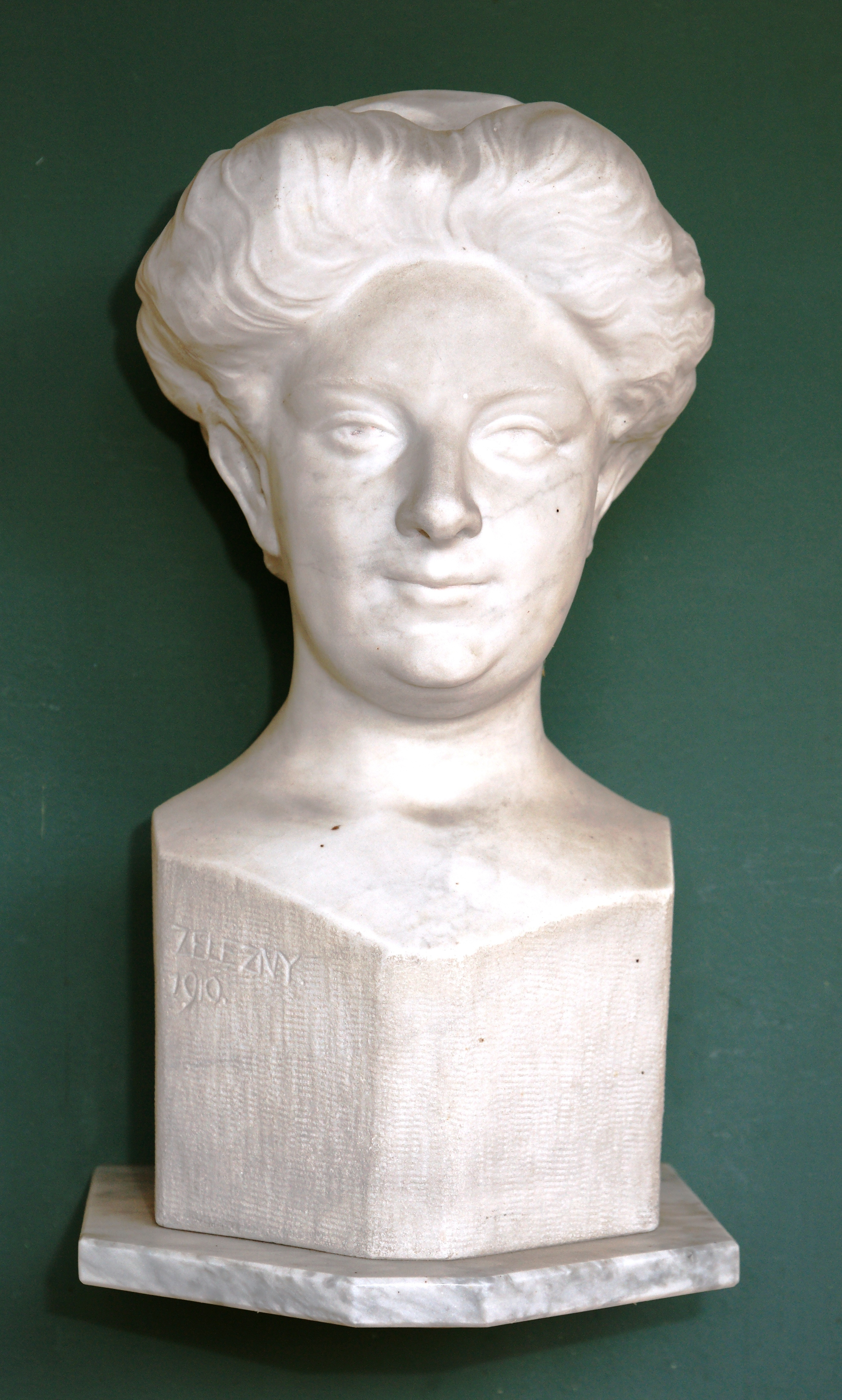
Emilie Flöge
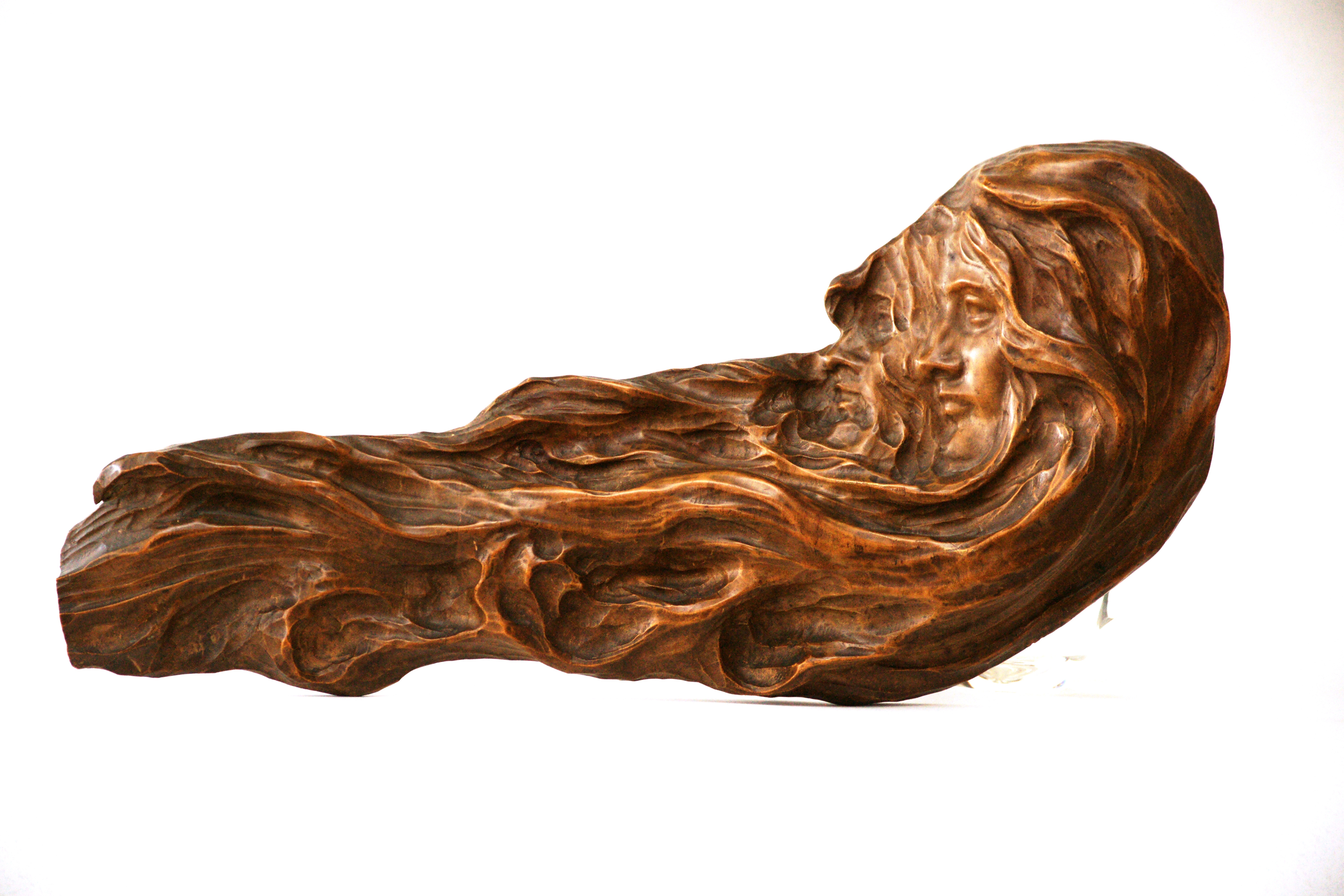
Der Wind
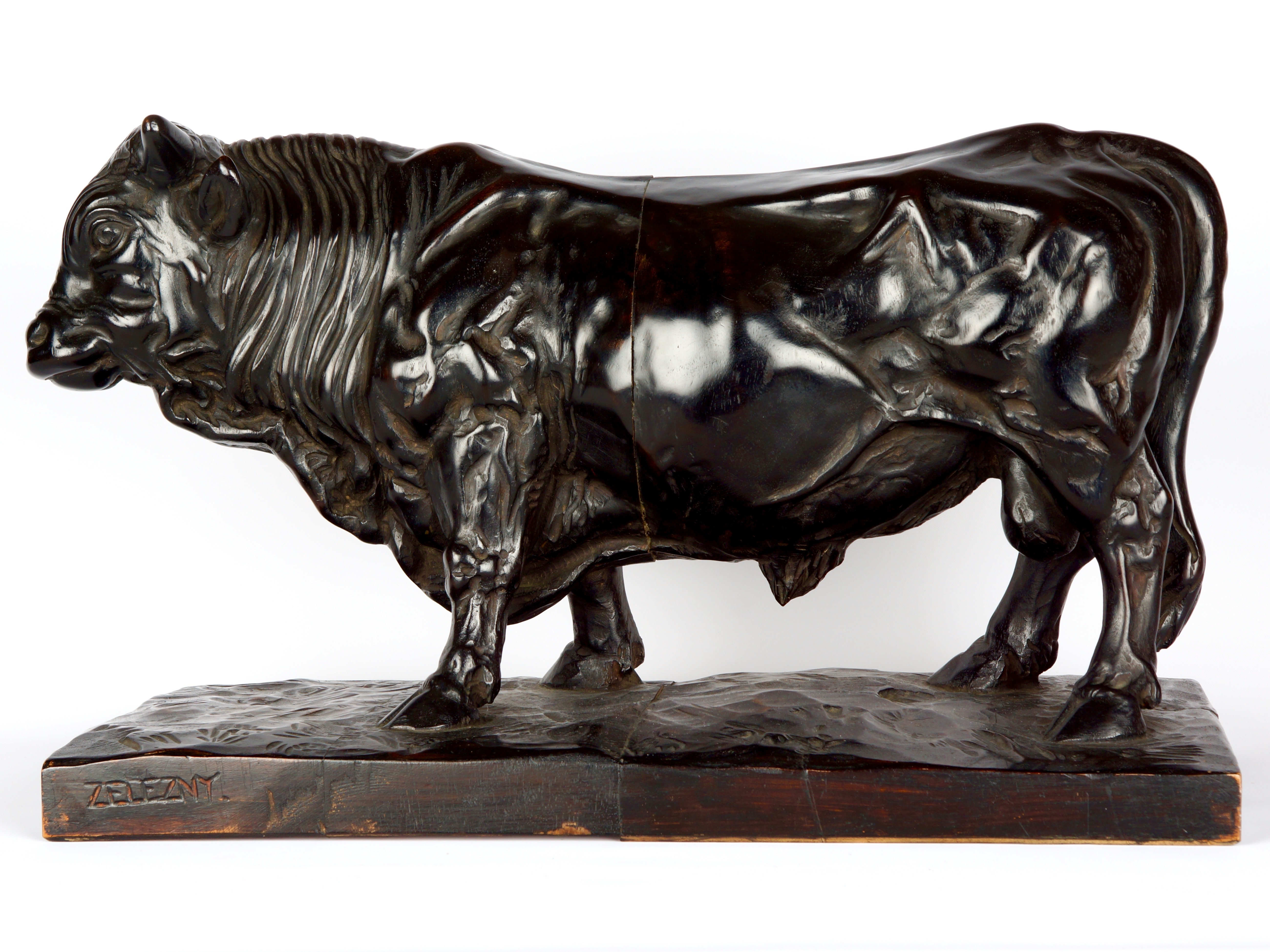
Der Zuchtstier
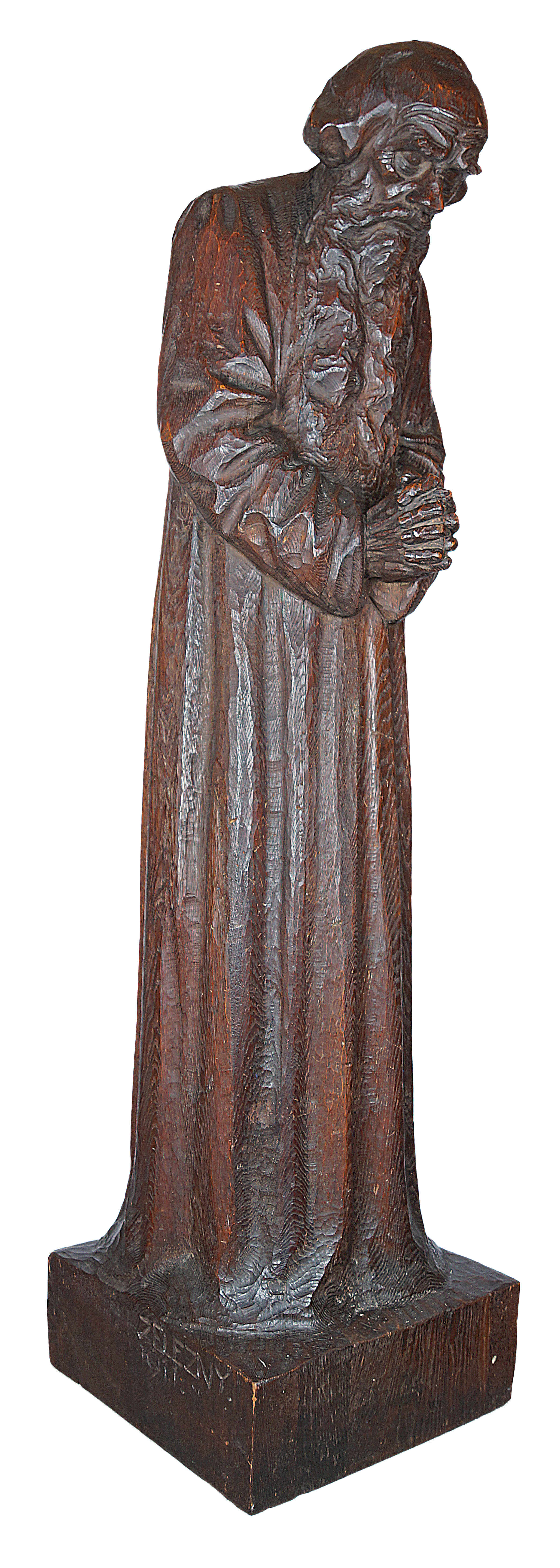
Der Mönch
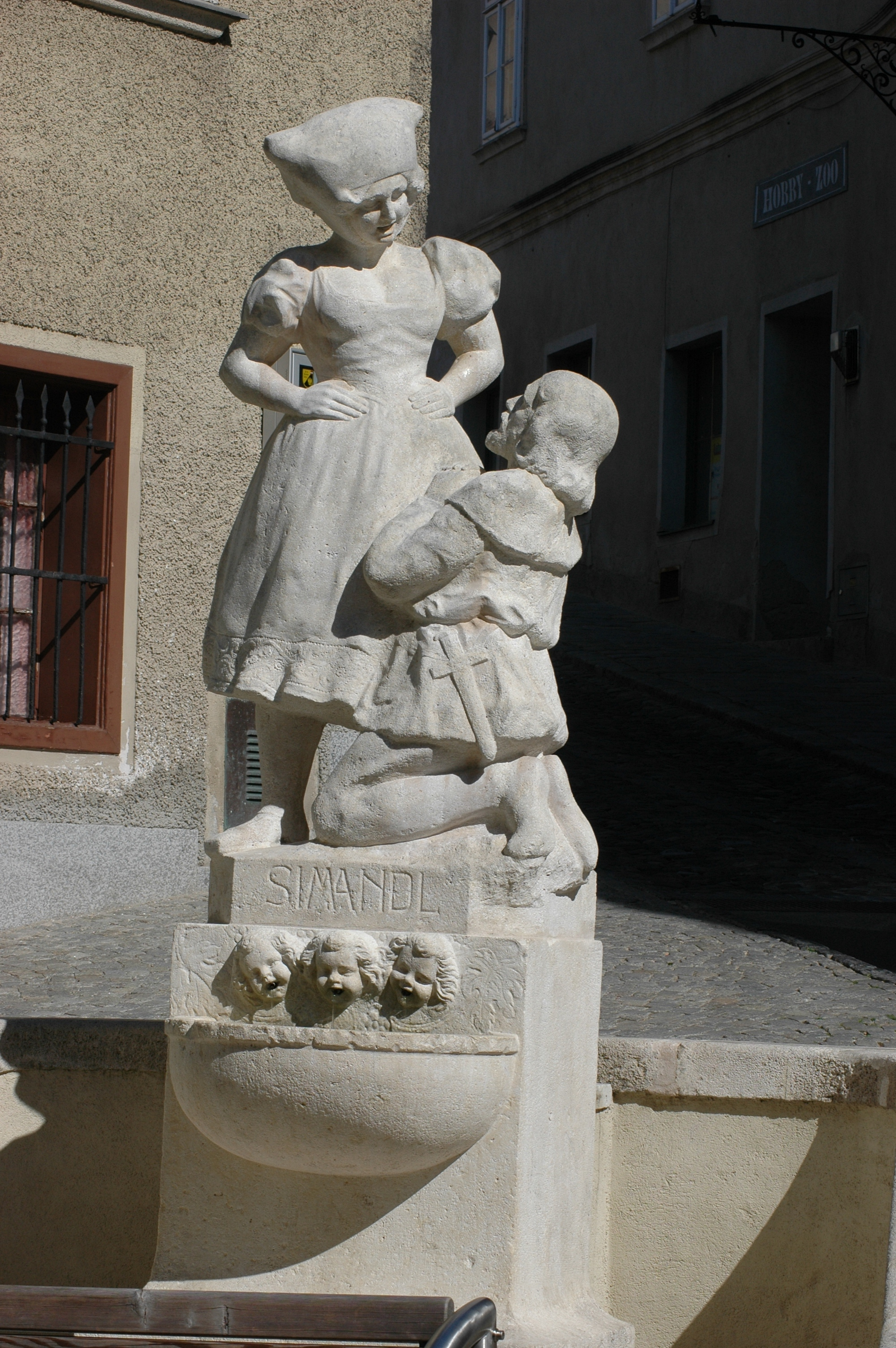
Simandl Brunnen